# Фрибург (Мисури)
Фрибург (енгл. Freeburg) град је у америчкој савезној држави Мисури.

## Демографија
По попису из 2010. године број становника је 437, што је 14 (3,3%) становника више него 2000. године.
| Група             | 2000.       | 2010.       |
| Белци             | 420 (99,3%) | 431 (98,6%) |
| Афроамериканци    | 0 (0,0%)    | 0 (0,0%)    |
| Азијати           | 0 (0,0%)    | 1 (0,2%)    |
| Хиспаноамериканци | 3 (0,7%)    | 3 (0,7%)    |
| Укупно            | 423         | 437         |